# Acacia frumentacea
Acacia frumentacea é uma espécie de leguminosa do gênero Acacia, pertencente à família Fabaceae.